# Freie Volksbühne Berlin
Kulturvolk. Freie Volksbühne e. V. (bis 2017: Freie Volksbühne e. V.) ist ein Kulturverein in Berlin, der seit 1890 besteht. Er initiierte den Bau der heutigen Volksbühne am Rosa-Luxemburg-Platz (1913 eröffnet). Er bietet seinen Mitgliedern ermäßigte Eintrittskarten zu Veranstaltungen in Berlin und Brandenburg an. Bis 1999 wurde ein eigenes Theater (zuletzt in der Schaperstraße, heute: Haus der Berliner Festspiele) betrieben.

## 1890–1945

### Gründungsjahre
Die Freie Volksbühne Berlin wurde 1890 als erste kulturpolitische Massenorganisation der deutschen Arbeiterbewegung mit dem Ziel gegründet, gesellschaftlich und sozial schwächer gestellten Bevölkerungsgruppen einen Zugang zu Bildung und zum kulturellen Leben zu ermöglichen. Schon bald nach ihrer Gründung wurde aus dem Verein eine große Organisation, die kulturpolitische Akzente setzte und eine wechselvolle Geschichte durchlief.
Im Aufruf zur Gründung einer Freien Volksbühne wurden am 23. März 1890 Ziel und Anspruch der Freien Volksbühne Berlin im Berliner Volksblatt unter dem Motto „Die Kunst dem Volke!“ zusammengefasst. Erst die gravierenden gesellschaftspolitischen Veränderungen der Zeit ermöglichten den Versuch, die Ausgrenzung des Proletariats aufzuheben.
Die Freie Volksbühne ermöglichte ihren Mitgliedern den Theaterbesuch zu einem ermäßigten Preis. Indem sie einen einheitlichen Mindestbetrag von damals 50 Pfennig festlegte und die Sitzplätze jeweils verloste, konnte sie ihren Mitgliedern günstige Theaterkarten verkaufen. Erstmals in der Geschichte wurden so organisiertes Theater und organisiertes Publikum einander gegenübergestellt. Dem Mann der ersten Stunde, dem Theaterdirektor Otto Brahm, stand der kämpferische Bruno Wille zur Seite, dessen erklärtes Ziel sowohl die gestalterische wie auch die parteiliche Unabhängigkeit war und der den Mitgliedern der neuen Organisation soviel Gestaltungsfreiheit wie nur möglich einräumen wollte. Die Volksbühne sollte dabei lediglich auch für eine breitere Arbeiterschicht bezahlbar sein.
Brahm selbst, der später unter anderem auch das Deutsche Theater geleitet hatte, nahm die Freie Bühne als unmittelbares Vorbild für die Freie Volksbühne. Wie die Freie Bühne sollte auch sie Stücke in ihren Spielplan aufnehmen, die von der Zensur verboten waren und daher an den öffentlichen Bühnen nicht gespielt werden durften. Die Volksbühne sollte über bezahlbare Theaterkarten auch für eine breitere Arbeiterschicht den Zugang öffnen. In geschlossenen Aufführungen für die Mitglieder konnten auf diese Weise neben beliebten Klassikern von Goethe und Schiller auch aktuelle und kritische Bühnenstücke gezeigt werden. Das Bestreben nach eigenständiger künstlerischer Leitung spiegelt sich auch im Namen „Freie Volksbühne“ wider. Mit der ersten Aufführung, Henrik Ibsens Stützen der Gesellschaft, nahm die Freie Volksbühne ebenfalls eine programmatische Auswahl vor und erfuhr gleichermaßen Jubel wie Kritik. Gerhart Hauptmanns frühe Entwicklung war eng mit der Freien Volksbühne verknüpft. Bald nach der Ibsen-Premiere wurde Hauptmanns bereits an der Freien Bühne uraufgeführtes Drama Vor Sonnenaufgang in Anwesenheit des Autors auch in der Freien Volksbühne inszeniert.
Begleitet wurden die Aktivitäten der Freien Volksbühne von Anbeginn an durch regelmäßig erscheinende Vereinsblätter oder Monatsschriften für die Mitglieder. Lebhafte interne Diskussionen über die künstlerische Entwicklung prägten die junge Organisation ebenso wie die politischen Instrumentalisierungsversuche und die damit einhergehend kritische Beäugung durch das wilhelminische Deutschland, dem die kulturelle Erhebung der Arbeiterschicht zutiefst suspekt war.
Bereits 1892 wurde Wille in einer Generalversammlung nach einer eklatanten Auseinandersetzung mit dem damaligen Vorstandsmitglied Julius Türk gestürzt und gründete daraufhin unter anderem mit Gustav Landauer die Neue Freie Volksbühne. Am selben Tag wählte die Freie Volksbühne den damals führenden Kopf der Arbeiterbewegung, Franz Mehring, zum neuen Vorsitzenden. Fortan existierten so zwei getrennt operierende Volksbühnenvereine in Berlin, die erst ab 1913 mit dem gemeinsamen Ziel, ein eigenes Theater zu bauen, wieder kooperieren und sich 1919 wieder vereinigen sollten.

### Eigenes Haus und Erster Weltkrieg
Bereits 1909 beschlossen die Vereinsmitglieder der Freien Volksbühne, ein eigenes Haus für ihren Spielbetrieb zu errichten. Im gleichen Jahr bezogen sie die von August Endell ausgebauten Theatersäle des ehemaligen Bunten Theaters in der Köpenicker Straße 68. Nach jahrelangen Planungen der beiden rasch auf 70.000 Mitglieder angewachsenen Organisationen begann 1913 am Bülowplatz der Bau der Volksbühne.
Der 1914 vollendete Bau von Oskar Kaufmann war in seiner zurückgenommenen Eleganz und der Abkehr vom barockgestalteten Hoftheater ganz auf die Bedürfnisse eines Großstadtpublikums zugeschnitten. Mit seiner Mischung aus intimer Atmosphäre und gleichermaßen festlichem Ambiente entsprach das Theater mit seinen 2000 Plätzen auch der demokratischen Grundhaltung, die von diesem Bau Besitz nehmen sollte. Technisch gesehen war die Freie Volksbühne damals das am modernsten ausgestattete Theater.
Die Eröffnung der Volksbühne bei Ausbruch des Ersten Weltkriegs feierte die Presse hurra-patriotisch als „Kulturtat inmitten des Kriegslärms … um die uns unsere Feinde staunend beneiden können“. Trotzdem wurde den Vereinen auch weiterhin das bestehende Misstrauen entgegengebracht, das in moralischen Einwänden gegen eine volkserzieherische Arbeit vor einem sozialistischen Hintergrund begründet lag.
Zu intensiven Auseinandersetzungen um die künstlerische Leitung kam es nach der Eröffnung des Hauses zwischen künstlerischem Ausschuss und Vorstandsvorsitz. Mit dem neuen großen Theater war man in der Lage, in direkte Konkurrenz zu den anderen Bühnen zu treten. Der Spagat lag in der politischen und der sozialen Zielsetzung der Vereine. Einerseits musste man sich den Bestand der großen Besucherorganisation und ihre proletarische Basis sichern, andererseits aber nun auch Geschäftsgebaren eines Privattheaters annehmen und sich einem bürgerlich-klassischen Bildungsideal öffnen. Max Reinhardt übernahm 1915 als erster Direktor der Freien Volksbühne das Theater. Unter seiner Führung und mit Friedrich Kayssler als künstlerischem Leiter konnte die Stagnation der Besucher- und der kriegsbedingte Rückgang der Mitgliederzahlen erfolgreich aufgefangen und schließlich die Zahl der Mitglieder und der ermäßigten Karten sogar verdoppelt werden. Dennoch stand die Freie Volksbühne weiterhin unter permanenter Beobachtung durch Polizei und Politik ob ihres Zwecks und ihrer ideologischen Ausrichtung.

### Weimarer Republik
„Die Kunst dem Volke“ inmitten politischer Instrumentalisierungsversuche
Zum Ende der Spielzeit 1919/20 konzentrierte sich die wiedervereinigte Volksbühne auf die Planung eines zusätzlichen Neubaus, der Krolloper, in Ergänzung zu der Volksbühne am Bülowplatz. Wiederum wurde Kaufmann mit der Durchführung des Baus betraut, die sich jedoch aufgrund der schwierigen Finanzierungslage vom ersten Spatenstich am 23. Juni 1921 bis zum Jahr 1924 hinzog.
Die Fertigstellung des Baus durch die Volksbühne konnte jedoch nicht mehr geleistet werden, woraufhin der preußische Staat das noch im Bau befindliche Haus, die spätere Staatsoper am Platz der Republik (Krolloper), übernahm. So blieben die Volksbühnen-Mitglieder am Abend der Wiedereröffnung lediglich Zaungäste bei einem Gebäude, das einmal ihr eigenes neues Haus hätte werden sollen. Für die regulären Vorstellungen wurden jedoch ermäßigte Kartenkontingente für Volksbühnen-Mitglieder vereinbart. Die Inflationsjahre ließen Theaterbesuche für die unteren Einkommensschichten zu einem unerschwinglichen Luxus werden, Eintrittskarten kosteten in Krisenzeiten zwischen 120.000 und 150.000 Mark. Während es daher bei den bestehenden Gruppierungen zu zahlreichen Austritten kam, drängten immer mehr kleinbürgerliche und mittelstandsgeprägte Gruppierungen in den Verein, die sich ebenfalls von der wirtschaftlichen Misere betroffen sahen und – wenn überhaupt – nur noch ermäßigte Beträge für Theaterkarten zahlen konnten.
Im konfliktreichen Spannungsfeld zwischen ökonomischen Grundlagen und künstlerischer Freiheit kam es 1923 zum Rücktritt Friedrich Kayßlers. Nach zahlreichen Diskussionen über die Nachfolge der künstlerischen Leitung fiel die Wahl auf den aus Stuttgart kommenden Fritz Holl. Er begann bereits in seiner ersten Spielzeit 1923/1924, den Spielplan für neue Stücke zeitkritischer moderner Dramatiker zu öffnen, für die sein Vorgänger nicht aufgeschlossen gewesen war. Ein Jahr später ging Erwin Piscator als Gast-Regisseur ein festes Vertragsverhältnis mit der Volksbühne Berlin ein. In der Realität der Weimarer Republik bestimmte ein auf politische Neutralität und inhaltliche Unverbindlichkeit bedachter Kulturbetrieb den Zeitgeist. Piscator dagegen wollte ein Theater schaffen, das einen gemeinschaftlichen Willen zur Veränderung der Welt mit einer im Aufsteigen begriffenen gesellschaftlichen Klasse geistig zusammenfasste. Piscators Inszenierungen, die sich durch die überzeugte Verwendung modernster technischer Mittel zeitgemäß und zukunftweisend zeigten, gaben der Organisation gleichzeitig etwas von dem zurück, was einst zu den Zielen ihrer Gründung gehört hatte.
Nach einer ersten schweren, kriegsbedingten Wirtschaftskrise stabilisierte sich auch die Volksbühne wirtschaftlich im Zeitraum von 1924 bis 1926. Zu jener Zeit erreichte die Zahl mit 160.000 Mitgliedern ihren Höchststand. Als riesige Mitgliederorganisation stellte sie im Berliner Kulturleben einen starken Machtfaktor dar und schien ihre Zielsetzung, Kulturbringer für die gesamte Volksgemeinschaft zu sein, erfüllt zu haben.
Im Jahr 1927 kam es jedoch – nach inflationsbedingtem Mitgliederrückgang und Befürchtungen von Seiten des Vorstandes, Piscator würde den Charakter der überparteilichen Kulturorganisation verändern – zum Zerwürfnis. Ausschlaggebend für den Eklat war Piscators Inszenierung von Ehm Welks Gewitter über Gottland, in welcher der bekannte Schauspieler Heinrich George den Claus Störtebecker spielte. Der Vorstand warf Piscator vor, das Stück einer tendenziös-politischen Umdeutung, genauer einer unzulässig verallgemeinernden und provozierenden Darstellung von „sozialer Revolution“ unterzogen zu haben, die ihm weder immanent zugrunde lag, noch erwünscht war. Die Aussage aus dem Manuskript Ehm Welks „Dieses Drama spielt nicht nur um 1400“ wurde von Piscator als Rechtfertigung für sein Inszenierungskonzept benutzt. Sie leitete jedoch eine scharfe öffentliche Auseinandersetzung über Kunst und Politik ein, die auch außerhalb der Organisation hohe Wellen schlug und in ihrem Inneren zu einer großen Krise führte.
Der Kritisierte gründete bald darauf seine erste Piscator-Bühne im Theater am Nollendorfplatz, die überwiegend auf junge Mitglieder als Zielgruppe der Volksbühne ausgerichtet war, was ihm auch im neuen Haus von Anfang ein Stammpublikum garantierte. Nachfolger Fritz Holls, der infolge der Auseinandersetzungen 1928 zurückgetreten war, wurde Karl Heinz Martin, der bereits nach der Spielzeit 1931/1932 seine Tätigkeit wieder beendete.

### Nationalsozialismus und seine Auswirkungen

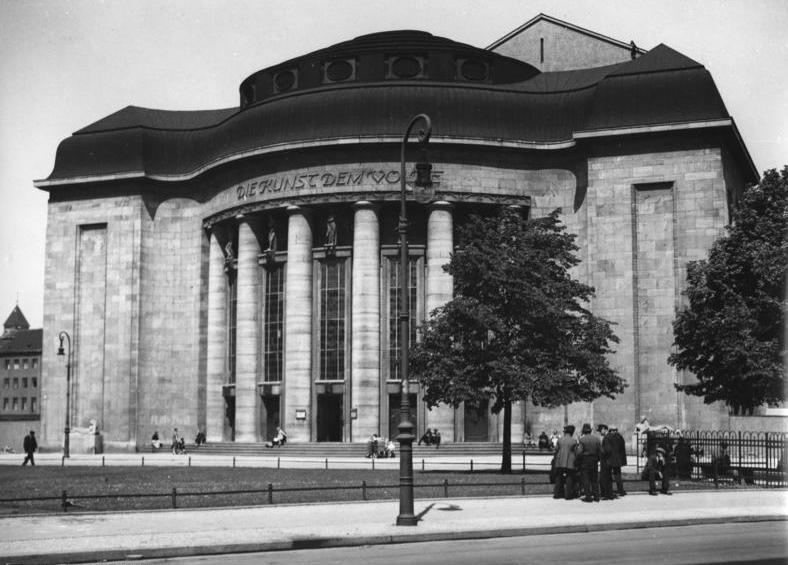
Volksbühne in Berlin, 1930

Nach dem unerwarteten Ausscheiden des bisherigen Theater-Geschäftsführers Heinrich Neft 1931 stand das Theater bis zur Übergabe an den Vereinsvorsitzenden Curt Baake und den neuen Künstlerischen Leiter Heinz Hilpert führungslos da. Baake, zuvor Staatssekretär, sollte der letzte bedeutende Vorsitzende vor der „Machtergreifung“ der Nationalsozialisten gewesen sein. Hilpert war zuvor leitender Regisseur am Deutschen Theater gewesen und hatte dort eine Reihe glänzender Inszenierungen herausgebracht. Mit ihm hoffte man das Ansehen und den Ertrag der Volksbühne wieder steigern zu können. Die NSDAP jedoch, der die finanziellen Engpässe der vergangenen Jahre nicht verborgen geblieben waren, drängte bereits zu jenem Zeitpunkt wiederholt darauf, dass die Organisation ihren Spielbetrieb einstellen solle. Nur wenige Monate nachdem Paul von Hindenburg Adolf Hitler zum Reichskanzler ernannt hatte und sukzessive die demokratisch-bürgerlichen Rechte der Weimarer Republik außer Kraft gesetzt wurden, holte die NSDAP zu einem vernichtenden Schlag gegen den freien Kulturbetrieb aus, der das vorläufige Ende einer eigenständigen Volksbühne markierte: Am 11. Mai 1933 erklärten Vorstand und Verwaltung ihren Rücktritt, während der künstlerische Leiter Hilpert (bis zum Sommer 1934) im Amt blieb. Kurz darauf wurden alle kulturellen Organisationen, dem Propaganda-Apparat von Joseph Goebbels unterstellt und die Theater, darunter auch die Volksbühne, im Reichsverband Deutsche Bühne e. V. zusammengeschlossen. Goebbels strebte eine möglichst vollständige nationalsozialistische Kontrolle der Besucherorganisation an, und die Leitung sollte seinem Ministerium direkt unterstellt sein. Auch den bisherigen Geschäftsführer und Generalsekretär, Siegfried Nestriepke, der schließlich auch die leitende Position im Dachverband der deutschen Volksbühnen innehatte, veranlassten die politischen Veränderungen zum Weggang.
In den Folgejahren wurden der Besucherorganisation der Volksbühne unter der Generalintendanz des Theaters von Eugen Klöpfer immer mehr eigene Befugnisse entzogen, bis sie 1939 schließlich ganz aufgelöst und ihr übrig gebliebenes Vermögen in Höhe von über zwei Millionen Reichsmark von der NSDAP beschlagnahmt wurde. Klöpfer hatte die Volksbühne 1938 als „ein vom deutschen Reich im öffentlichen Interesse betriebenes Institut“ bezeichnet, das nur noch pro Forma im Vereinsregister vermerkt sei, und Ende desselben Jahres beim Reichsminister für Volksaufklärung und Propaganda deren Auflösung beantragt. Mit der fast vollständigen Zerstörung des nunmehr als Reichstheater betriebenen Hauses gingen die Überbleibsel der ehemaligen Volksbühne schließlich gänzlich in den Kriegswirren unter.

## 1945–1999

### Wiederaufbau
Nach 1945 mobilisierten sich Kräfte zur Gestaltung einer neuen Volksbühnen-Ära, allen voran durch Siegfried Nestriepke. Das ehemalige Theater war im Krieg weitgehend zerstört worden. Das Fundament zu bilden für eine neue Freie Volksbühne in den Trümmern einer nun geteilten Stadt, gestaltete sich als schwierig. Aufgrund der komplizierten Besatzungssituation entstanden Verzögerungen, die durch die Bildung eines Vier-Sektoren-Ausschusses aufgefangen werden sollten. Während in Berlin ein zähes Ringen um Profil und Struktur einer neuen Volksbühne begann, wurde 1947 bereits der Bund der deutschen Volksbühnen gegründet. Nestriepke, eine federführende Gestalt des Berliner Wiederaufbaus und glühender Verfechter des Volksbühnen-Gedankens, sprach sich leidenschaftlich für eine gemeinsame Freie Volksbühne aus, die selbstständig und frei den ursprünglichen Volksbühnengedanken in einer neuen Zeit vermitteln sollte. Doch war eine Lösung in einem politisch instrumentalisierten Streit nicht zu erzielen. Bereits kurz nach der Gründung des Ausschusses separierte sich Alfred Lindemann als ideologischer Widersacher Nestriepkes und Wortführer der Inhaber der sowjetischen Lizenz und gründete eine eigene Volksbühne im sowjetischen Sektor, die dort dem Freien Deutschen Gewerkschaftsbund (FDGB) unterstellt wurde.
Die erste Hauptversammlung des Verwaltungsrates der neuen Freien Volksbühne in den drei westlichen Sektoren fand am 23. Februar 1948 statt. Für den eigenen Spielbetrieb bot sich zunächst das Theater am Kurfürstendamm an, das die Organisation in der Zeit von 1949 bis 1962 nutzte.

### Gerhart-Hauptmann-Preis
Bereits fünf Jahre nach der Neugründung der Freien Volksbühne initiierte Siegfried Nestriepke anlässlich des 90. Geburtstages von Gerhart Hauptmann am 15. November 1952 den nach dem Schriftsteller benannten Dramatikerpreis. Zur Gründung verlas man einen Spendenaufruf und erklärte, der Preis solle von nun an alljährlich zum Geburtstag des Dichters einem oder auch mehreren Dramatikern, die in deutscher Sprache schrieben, verliehen werden: entweder im Rahmen eines Nachwuchs-Stipendiums oder als Anerkennung von Werken bereits etablierter Dramatiker. Zu diesem Zweck wurde eigens eine Spendenmarke zu je 10 Pfennig gedruckt. Unter den Einsendern der Sammelkarten wurden Werke Gerhart Hauptmanns verlost. Später wurde dieser Preis durch die Einführung eines Abgabe-Pfennigs auf jede Eintrittskarte zu einer von den Mitgliedern direkt finanzierten Auszeichnung. Dass die Freie Volksbühne den von ihr ausgelobten Preis nach dem zu der Zeit bedeutendsten deutschen Dramatiker benannte, lag in der Tatsache begründet, dass Hauptmanns Aufstieg als Schriftsteller und Dramatiker eng mit der Geschichte der Volksbühnenbewegung verbunden war.

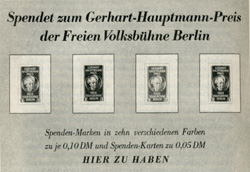
Spendenaufruf zum Gerhart-Hauptmann-Preis

Derselbe progressiv denkende Kreis, der Hauptmanns sozial engagiertes, naturalistisches Frühwerk auf die Bühne brachte, baute die Berliner Volksbühne mit auf. Jahrelang hatten sich sowohl Autor als auch die Freie Volksbühne mit rigider Kritik und Zensur konfrontiert gesehen. Ebenso wie Hauptmann einige seiner größten Erfolge Aufführungen seiner Werke durch die Volksbühne verdankte, so beruhten auch Publikumszuspruch und Kassenerfolg der Theater der Freien Volksbühne Berlin auf der Gestaltungskraft Hauptmanns, für die sich gerade das Volksbühnenpublikum sehr empfänglich zeigte. Der Name des Preises wies auf eine traditionelle Reflexion, bediente jedoch keinerlei inhaltliche oder ästhetische Vorgaben hinsichtlich der Auswahl der auszuzeichnenden Dichter und Dramatiker.
Die große Zeit des Gerhart-Hauptmann-Preises lag in den 1950er Jahren, als er auch die Aufmerksamkeit bedeutender ausländischer Schriftsteller, wie beispielsweise Jean-Paul Sartre und Jean Cocteau, auf sich zog und damit internationale Bekanntheit erlangte. Zudem leistete er einen wichtigen Beitrag zur Unterstützung entweder junger oder noch lebender und oft streitbarer deutscher Dramatiker und Dichter. Rolf Hochhuths erstes großes Theaterstück Der Stellvertreter (1963) löste eine ebenso kontroverse wie lang andauernde Diskussion aus, die sogenannte „Stellvertreter-Debatte“. In seinem Stück thematisierte der Autor die Rolle und das Handeln von Papst Pius XII. während der Zeit des Nationalsozialismus angesichts des Holocausts. Hochhuth bekam für dieses Werk ein Stipendium, das von der Auswahljury des Hauptmann-Preises vergeben wurde.
Eine weitere Welle der Empörung löste Peter Handke bei seiner Auszeichnung für Kaspar sowie für seine Publikumsbeschimpfung im Jahr 1967 aus, als er sich anlässlich der Preisverleihung gegen den Freispruch des Polizisten wandte, der Benno Ohnesorg während der studentischen Unruhen anlässlich des Schahbesuchs erschossen hatte. Im Jahr 1968, Symbol für die Studentenrevolte, entbrannte eine Diskussion um eine politisch und gesellschaftlich engagierte Literatur sowie über die Rolle der Künstler an sich, wodurch auch der Gerhart-Hauptmann-Preis infolge der Handke-Debatte des Vorjahres, grundlegend in Frage gestellt wurde. Ab 1975 wurde der Gerhart-Hauptmann-Preis nur noch alle zwei Jahre verliehen, und 1996 wurden zum letzten Mal Dramatiker mit der Auszeichnung bedacht: Dominik Finkelde für das Stück Abendgruß und Jens Roselt für Trüffel.

### Berliner Mauer
Die Zahl der Mitglieder der Besucherorganisation war nach dem Wiederaufbau und durch die engagierte Führung Nestriepkes stetig auf 120.000 angestiegen. Zwei Jahre vor seinem Tod übergab Nestriepke 1961 die Nachfolge an Günther Abendroth. Der ausgebildete Chemiker, 1920 geboren, hatte die Freie Volksbühne erstmals während der Zeit der Gleichschaltung aller Theater erlebt und stand im Gegensatz zu Nestriepke für einen weniger emotionalen, stärker auf Konsens und Pragmatismus ausgerichteten Führungsstil. Abendroth, seit 1946 SPD-Mitglied, hatte u. a. die Bekanntschaft von Willy Brandt gemacht, der damals zum Ortsverband der SPD Wilmersdorf gehörte und sich ebenfalls zur Freien Volksbühne als Institution bekannte.

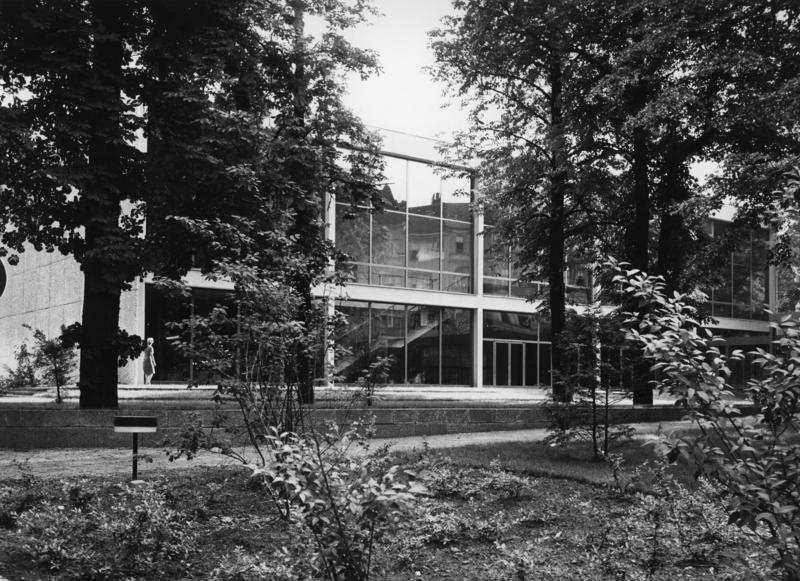
Das Theater der Freien Volksbühne Berlin, 1964

Die für ganz Berlin schicksalhafte Zeit des Mauerbaus fiel mit der Errichtung eines neuen eigenen Theaters im Berliner Westen zusammen. Der damalige Vereinsvorstand, der bereits in den 1950er Jahren den Bau eines eigenen Hauses erwogen hatte, beauftragte den Architekten Fritz Bornemann mit der Planung eines Hauses für 1000 bis 1200 Zuschauer. Am 1. Mai 1963 übergab Bornemann das Theater der Freien Volksbühne, das auf dem Wilmersdorfer Grundstück Schaperstraße-Ecke-Meierottostraße errichtet worden war, an Erwin Piscator. Nach dessen Flucht vor den Nationalsozialisten ins amerikanische Exil und den sich anschließenden Jahren der Gastregie in diversen europäischen Ländern, gewann ihn Abendroth gleich nach Amtsantritt 1962 erneut als FVB-Intendant und zog einen Strich unter das Zerwürfnis in den 1920er Jahren. Mit der Inszenierung der Uraufführung von Hochhuths Stellvertreter (1963 noch im Theater am Kurfürstendamm) lieferte Piscator eine der meistbeachteten wie umstrittensten Theaterarbeiten der 1960er Jahre. Weitere Aufführungen, die der Freien Volksbühne verhalfen ihm zu weltweiter Bekanntheit.
Bis zu Piscators Tod 1966 stellte sich Günther Abendroth bei kritischen Attacken hinter den berühmten Verfechter des politischen Theaters, der der Freien Volksbühne ein Profil verlieh, das sie deutlich von anderen Berliner Bühnen unterschied. Über seine grundsätzlichen Aufgaben hinaus mischte sich Abendroth in den drei Jahrzehnten seines Vorsitzes nie in den Kompetenzbereich der Theaterleiter ein und blieb seinem Grundsatz: „Die Freiheit des Intendanten ist unantastbar“ stets treu. Damit gab er Regisseuren wie Peter Zadek, Claus Peymann und Hansjörg Utzerath die Möglichkeit für Inszenierungen von modernen, kontrovers diskutierten Stücken.
Utzerath, ab 1967 Piscators Nachfolger, betrieb als erster künstlerischer Intendant der Freien Volksbühne ein Repertoiretheater mit Klassikern sowie einem zeitgenössischen Kontrastprogramm. Die Einrichtung eines festen Ensembles an der Freien Volksbühne geht auf ihn zurück. Dabei führte er bewusst die Tradition Piscators weiter und brachte dessen Hochhuth-Inszenierung erneut im neuen Haus an der Schaperstraße zur Aufführung. Hugo Diederich war langjährig als Verwaltungsdirektor an der Freien Volksbühne tätig, zunächst noch bei Oscar Fritz Schuh am Theater am Kurfürstendamm, dann bei Piscator, später unter Utzerath bis in die Anfangszeit von dessen Nachfolger.

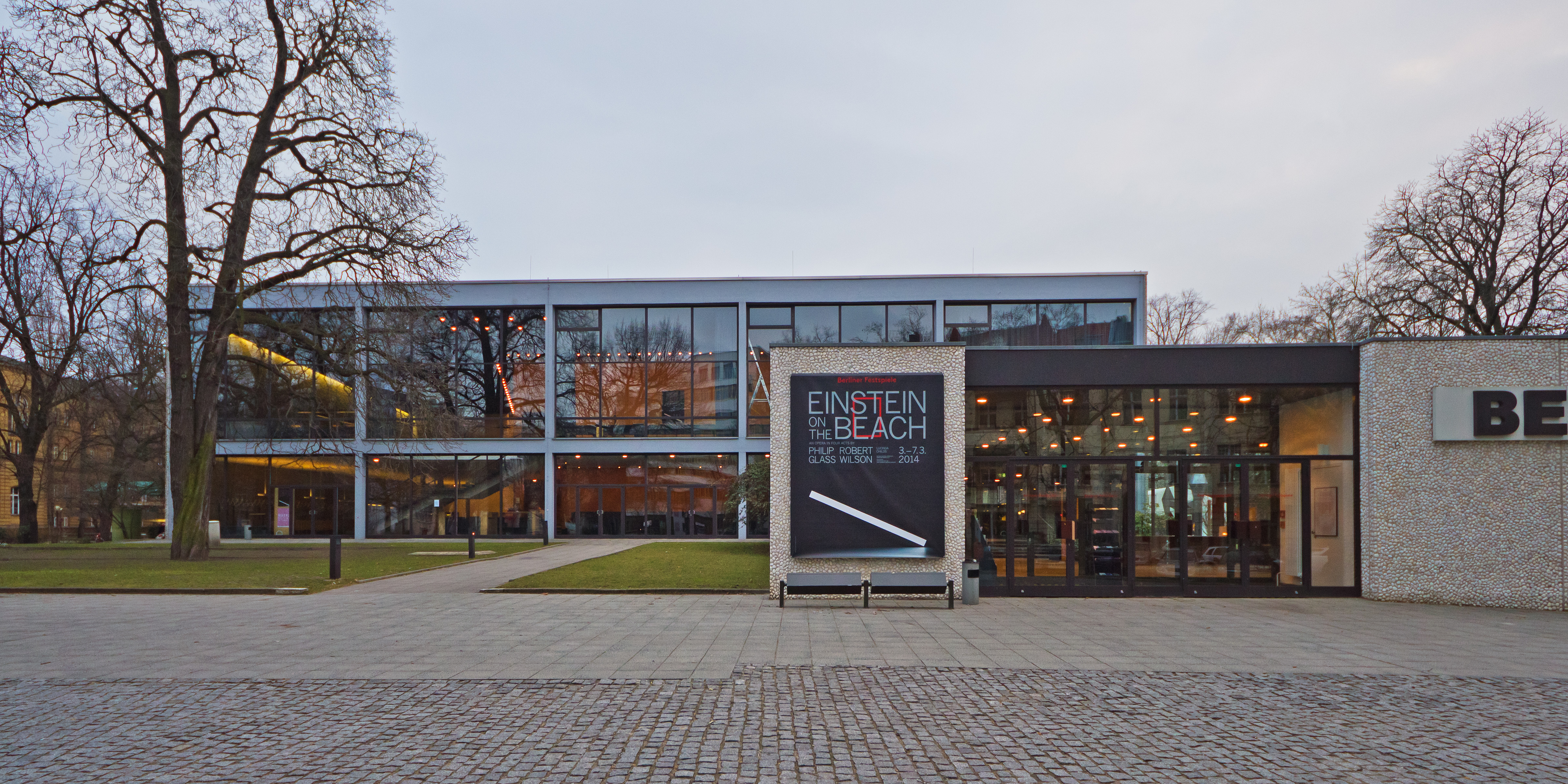
Das ehemalige Theater der Freien Volksbühne Berlin, jetzt: Haus der Berliner Festspiele, 2014

Im Rahmen der Studentenbewegung der 1968er Jahre wurden vermehrt Fragen nach einer möglichen Demokratisierung und der Entwicklungsrichtung des Theaters laut. Abendroth, mittlerweile Bezirksbürgermeister von Kreuzberg, richtete seinen Blick auf das Machbare und suchte den pragmatischen Ausgleich zwischen künstlerischer Freiheit, ökonomischen Realitäten, fiskalischen Zwängen und sozialpolitischen Konfrontationen.
Kurt Hübner übernahm das Theater 1973 und führte das Haus bis 1986, was somit die längste durchgehende Intendanz an der Freien Volksbühne markierte. Hübners Ära stand im Zeichen großer Regisseure wie u. a. Rudolf Noelte, Luc Bondy, Klaus Michael Grüber und Hans Neuenfels. Noeltes Eröffnungsinszenierung von Gerhart Hauptmanns Die Ratten wurde 1977 als erste Produktion der Freien Volksbühne zum Theatertreffen eingeladen. Mit diesen Regisseuren sicherte Hübner dem Haus immer wieder qualitativ hochwertige Aufführungen, konnte während seiner Intendanz aber durch immer wieder auftretende Ausfälle keine kontinuierliche und gleichbleibend hohe Qualität bewirken. Kurt Hübner, der 2007 mit 90 Jahren starb, wurde zum Ehrenmitglied der Freien Volksbühne Berlin ernannt. Verwaltungsdirektor war ab 1980 der 1947 in Dortmund geborenen Psychologe und Psychotherapeut Werner Obermeit.
Hans Neuenfels wurde 1986 zu Hübners Nachfolger bestimmt. Mit ihm wurden dem Haus neue Regieformen sowie strukturelle, innovative Ansätze, wie zum Beispiel die Aufhebung der Trennung von Bühne und Zuschauerraum, zugeführt. 1988 feierte die Freie Volksbühne das 25-jährige Bestehen ihres Theaters in der Schaperstraße, zu dessen Anlass eine Festschrift mit Grußworten des damaligen Regierenden Bürgermeisters Eberhard Diepgen sowie des Senators für kulturelle Angelegenheiten Volker Hassemer erschien. Gekrönt wurde das Jubiläum mit einer Vorstellung von Robert Musils Die Schwärmer am 30. April 1988. Hermann Treusch trat später die Nachfolge von Neuenfels an; damit war er der letzte Intendant der Freien Volksbühne Berlin (1990–1993).

### Nach der Wiedervereinigung
Nach dem Mauerfall wurde zunächst im Berliner Ostteil ein neuer Volksbühnen-Verein mit dem Ziel gegründet, dass sich beide Vereine nach der staatlichen Wiedervereinigung wieder zusammenschließen sollten. 1990 feierte die Freie Volksbühne Berlin im Theater in der Schaperstraße ihr hundertjähriges Jubiläum. Ab 1992, unter der neuen Vereinsvorsitzenden Ruth Freydank, versuchte die Freie Volksbühne nach der Streichung aller Zuschüsse durch den Senat, die Aufrechterhaltung des Spielbetriebs unter anderem durch die Vermietung des Theaters zuerst für Gastspiele, dann an sonstige private Betreiber, zu sichern. Der Versuch, eine dauerhafte Gastspielnutzung für das Haus zu initiieren, schlug jedoch fehl. In dieser schwierigen Phase übernahm 1997 Dietger Pforte den Vorsitz des gemeinnützigen Vereins. Nachdem die Reserven des Vereins für einen unsubventionierten Spielbetrieb aufgebraucht waren, sah man sich 1999 gezwungen, die Bühne zu verkaufen. Sie fungiert nunmehr als Haus der Berliner Festspiele. Das Archiv der Freien Volksbühne Berlin lagert seither im Archiv der Akademie der Künste und kann nach vorheriger Anmeldung eingesehen werden.
Seit den 1990er Jahren haben sich die Theaterabonnements des Vereins der Vielfalt des vereinigten Berliner Kulturlebens und den individuellen Vorlieben der Mitglieder angepasst. Heute heißen sie „Kulturpakete“, genauer „Berliner Mischung“, „Zeitgenössisch“, „Bühnenklassiker“, „Theater“, „Unterhaltung“, „Tanz“, „Konzert“ und „Oper“.

## Seit 1999

### Neue Aufgabenstruktur
Seit 1999 konzentriert sich der Verein ausschließlich auf seine Aktivität als Besucherorganisation und Kulturvermittler. Er bietet Orientierungshilfe in der vielfältigen Kulturlandschaft und erleichtert Kulturliebhabern den Weg zu günstigen Tickets in Berlin und Brandenburg.
Sein Angebot führt die langjährige Geschichte der Freien Volksbühne Berlin als Kennerin der zeitgenössischen, hauptstädtischen Kultur und seiner Akteure fort. Unabhängige und kompetente Beratung bei der Kartenbestellung, sei es für Comedy, Konzerte und Kabarett oder für Theater, Opern und Lesungen gehören ebenso dazu wie Informationen zu den einzelnen Spielorten. Mitglieder erhalten monatlich die Zeitschrift Kulturfoyer. Zusätzlich zu einem umfassenden Überblick über die Veranstaltungsangebote finden sich hier Informationen zu kulturpolitischen Themen und Ausstellungen sowie Angebote für Kulturreisen und Tagesfahrten. Kulturfreunde können mit der Kulturkarte in vielen Häusern ermäßigte Karten an der Abendkasse erhalten.

### Eigene Veranstaltungen und Bibliothek

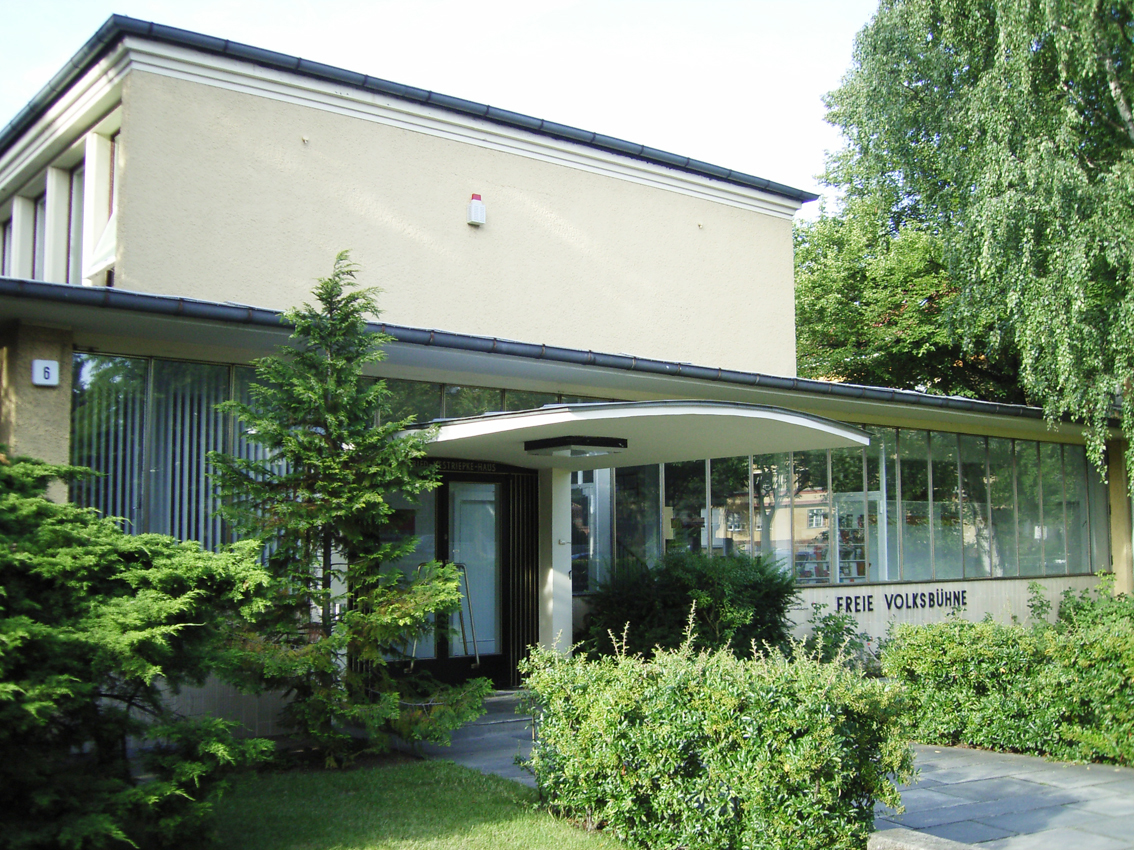
Das Siegfried-Nestriepke-Haus ist die Geschäftsstelle der Freien Volksbühne Berlin in Berlin-Wilmersdorf

Die Bibliothek der Freien Volksbühne Berlin im Siegfried-Nestriepke-Haus in Wilmersdorf vereint die großen dramatischen Vorlagen der europäischen Theaterliteratur von Goethe bis Brecht sowie eine Vielzahl historischer Dokumente. Im Mittelpunkt steht dabei die Geschichte der Volksbühnenbewegung – denn mit der Arbeitsgemeinschaft deutscher Volksbühnen pflegt die FVB nach wie vor regen Austausch – sowie zahlreiche eigene Publikationen des Vereins. Einen Einblick in die Welt des Musiktheaters gibt zudem die Sammlung Henry Oehlers, die durch dessen Regiebücher aus den 1920er Jahren viele Klavierpartituren und große Operntexte bündelt.
Aktive Beiträge des Vereins Freie Volksbühne zum Berliner Kulturerleben sind das jährlich stattfindende FVB-Klassikkonzert sowie die eigene Veranstaltungsreihe FVB-Montagskultur im Veranstaltungsraum des Vereins in der Ruhrstraße. Hier finden regelmäßig Lesungen, Konzerte, Vorträge und Ausstellungen statt, für die auch Nicht-Mitglieder Karten bestellen können. Zudem organisiert die FVB Einblicke hinter die Kulissen und Gespräche mit den Akteuren vor Ort. Darüber hinaus engagiert sich die Geschäftsführung im Rat für die Künste Berlin aktiv für kulturelle Bildung und Diversität in der Hauptstadt.

### „Kulturvolk“ seit 2017
Seit 2017 trägt der Verein den neuen Namen „Kulturvolk“, um Verwechslungen mit der Volksbühne am Rosa-Luxemburg-Platz zu vermeiden. Vorsitzender ist Frank Bielka (seit 2015), Geschäftsführerin Katrin Schindler.
130 Jahre nach Bruno Willes Aufruf zur Gründung einer Freien Volksbühne unter dem Motto „Die Kunst dem Volke“ sollte am 23. März 2020 das Vereinsjubiläum mit einer großen Veranstaltung in der Volksbühne am Rosa-Luxemburg-Platz gefeiert werden. Angelehnt an Erwin Piscators Revue Roter Rummel (1924) hat der Regisseur Christian Filips das Teatro Piscator! entwickelt, das Protagonisten aus den ehemaligen Theatern des Vereins in der Schaperstraße (West), der Volksbühne am Rosa-Luxemburg-Platz (Ost) sowie das Kulturvolk aller Länder miteinander vereinen sollte. In kurzer Zeit waren alle 800 Eintrittskarten restlos ausverkauft. Aufgrund der Corona-Pandemie musste die Jubiläumsrevue leider abgesagt werden und fand am 26. Oktober 2020 bei reduziertem Platzangebot statt.
Der sogenannte „Shutdown“ mit der Schließung aller Theater, Konzert- und Opernhäuser im Frühjahr und Sommer 2020 ist für die Publikumsorganisation Kulturvolk des Vereins zu einer existenzbedrohenden Krise geworden. Mit Hilfe der großen Unterstützung der Mitglieder wurde jedoch versucht, die „kulturelle Zwangspause“ finanziell zu überbrücken.

## Zeittafel
- 23. März 1890: Erster Aufruf zur Gründung einer Freien Volksbühne durch Bruno Wille
- 19. Oktober 1890: Erste Aufführung: Stützen der Gesellschaft von Henrik Ibsen
- 1892 Abspaltung der Neuen Freien Volksbühne mit Bruno Wille
- 1895 Verbot von Aufführungen durch neue Zensurbestimmungen
- 1896/97 erste Vorstellungen im reduzierten Umfang, dann Normalisierung
- 1913–1914: Bau der Volksbühne am Bülowplatz
- 1919 Wiedervereinigung mit der Neuen Freien Volksbühne
- 1939 Auflösung des Vereins Freie Volksbühne; das Reichstheater am Horst-Wessel-Platz blieb bestehen, 1944/45 wurde es schwer beschädigt
- 1947 Gründung einer neuen Volksbühne in Ost-Berlin
- 23. Februar 1948 erste Versammlung des Verwaltungsrats der Freien Volksbühne in den Westsektoren
- 1949 erste Theateraufführung im Theater am Kurfürstendamm
- 30. April 1963 Eröffnung  des Theaters in der Schaperstraße
- 1990 Gründung eines Vereins Volksbühne in Ost-Berlin und Vereinigung mit Freier Volksbühne (West)
- 1999 Verkauf des Theaters in der Schaperstraße, seitdem Vermittlung von Veranstaltungskarten
- 2017 Umbenennung in Kulturvolk

## Aufführungen

### 1890–1914
In den ersten Jahren organisierte der Verein "Freie Volksbühne" Theateraufführungen an verschiedenen Spielorten, wie dem Ostend-Theater
- 19. Oktober 1890 Stützen der Gesellschaft von Henrik Ibsen, erste Aufführung des Vereins
- 9. November 1890 Vor Sonnenaufgang von Gerhart Hauptmann
- 1890 Ein Volksfeind von Henrik Ibsen
- Dezember 1893 Die Weber von Gerhart Hauptmann

### 1914–1944
Seit 1914 konnten Theatervorstellungen im eigenen Haus Volksbühne am Bülowplatz aufgeführt werden.
- 1921 Masse Mensch von Ernst Toller
- um 1925/27 Gewitter über Gottland von Ehm Welk

### 1949–1999
Seit 1949 wurde im Theater am Kurfürstendamm, seit 1963 im Theater der Freien Volksbühne in der Schaperstraße gespielt. Besondere Aufmerksamkeit erregten Inszenierungen von Erwin Piscator.
- 1961 Tod eines Handlungsreisenden von Arthur Miller, Regie Erwin Piscator
- 1963 Der Stellvertreter von Rolf Hochhuth
- 30. April 1963 Robespierre von Romain Rolland, Eröffnung des neuen Theaters in der Schaperstraße
- 1964 In der Sache J. Robert Oppenheimer von Heinar Kipphardt, Regie Erwin Piscator
- 1965 Die Ermittlung von Peter Weiss, Regie Erwin Piscator
- 1977 Die Ratten von Gerhart Hauptmann, Regie Rudolf Noelte, erste Inszenierung der Freien Volksbühne, die zum Theatertreffen nominiert wurde
- 30. April 1988 Die Schwärmer von Robert Musil, mit Elisabeth Trissenaar und Hermann Treusch, zum 25. Jubiläum des Theaters in der Schaperstraße

## Leiter (Auswahl)
- 1890–1892: Bruno Wille, Leiter des Vereins
- 1892–1895: Franz Mehring, Leiter
- 1915–1923: Max Reinhardt, Erster Direktor
- 1915–1923: Friedrich Kayßler, Künstlerischer Leiter
- 1921: 00000Jürgen Fehling
- 1925–1927: Erwin Piscator
- 1949–1957: Siegfried Nestriepke, Intendant; im Anschluss: Geschäftsführer
- 1950–1953: Ernst Karchow, Künstlerischer Leiter
- 1953–1958: Oscar Fritz Schuh, Künstlerischer Leiter
- 1958–1959: Leonard Steckel, Künstlerischer Leiter
- 1959–1960: Rudolf Noelte, Künstlerischer Leiter
- 1960–1962: Günter Skopnik, Künstlerischer Leiter
- 1962–1966: Erwin Piscator, Intendant
- 1967–1973: Hansjörg Utzerath, Intendant
- 1973–1986: Kurt Hübner, Intendant
- 1986–1988: Hans Neuenfels, Intendant
- 1988–1993: Hermann Treusch, Intendant
- 1992–1997: Ruth Freydank, Vorsitzende des Vereins
- 1997–2016: Dietger Pforte, Vorsitzender
- seit 2015:00Frank Bielka, Vorsitzender

## Schauspieler (Auswahl)
- Adele Sandrock (1863–1937)
- Eduard von Winterstein (1871–1961)
- Paul Wegener (1874–1948)
- Max Pallenberg (1877–1934)
- Tilla Durieux (1880–1971)
- Elsa Wagner (1881–1975)
- Lucie Höflich (1883–1956)
- Werner Krauß (1884–1959)
- Emil Jannings (1884–1950)
- Paul Henckels (1885–1967)
- Jürgen Fehling (1885–1968)
- Marlise Ludwig (1886–1982)
- Heinz Hilpert (1890–1967)
- Ernst Deutsch (1890–1969)
- Käthe Dorsch (1890–1957)
- Agnes Straub (1890–1941)
- Alexander Granach (1890–1945)
- Hermann Thimig (1890–1982)
- Hans Albers (1891–1960)
- Fritz Kortner (1892–1970)
- Lina Carstens (1892–1978)
- Ernst Lubitsch (1892–1947)
- Heinrich George (1893–1946)
- Conrad Veidt (1893–1943)
- Käthe Haack (1897–1986)
- Renée Stobrawa (1897–1971)
- Therese Giehse (1898–1975)
- Paul Hartmann (1889–1977)
- Eduard Wandrey (1899–1974)
- Paul Wagner (1899–1970)
- Ernst Busch (1900–1980)
- Josef Sieber (1900–1962)
- Leonard Steckel (1901–1971)
- Mathias Wieman (1902–1969)
- Hugo Schrader (1902–1993)
- O. E. Hasse (1903–1978)
- Werner Hinz (1903–1985)
- Joachim Gottschalk (1904–1941)
- Peter Lorre (1904–1964)
- Paul Dahlke (1904–1984)
- Ernst Ginsberg (1904–1964)
- Rudolf Platte (1904–1984)
- Hans Mahnke (1905–1978)
- Grete Mosheim (1905–1986)
- Bernhard Minetti (1905–1998)
- Fritz Genschow (1905–1977)
- Kurt Waitzmann (1905–1985)
- Albert Lieven (1906–1971)
- Hilde Körber (1906–1969)
- Wilhelm Borchert (1907–1990)
- Ernst Waldbrunn (1907–1977)
- Dieter Borsche (1909–1982)
- René Deltgen (1909–1979)
- Luise Ulrich (1910–1985)
- Fritz Tillmann (1910–1986)
- Brigitte Mira (1910–2005)
- Maria Wimmer, späterer Name: Maria Seemüller (1911–1996)
- Peter Mosbacher (1912–1977)
- Charles Regnier (1914–2001)
- Will Quadflieg (1914–2003)
- Ernst Schröder (1915–1994)
- Friedrich Schoenfelder (1916–2011)
- Hilde Krahl (1917–1999)
- Lola Müthel (1919–2011)
- Edith Teichmann (1921–2018)
- Hannelore Schroth (1922–1987)
- Anneliese Römer (1922–2003)
- Wolfgang Neuss (1923–1989)
- Günter Pfitzmann (1924–2003)
- Hans Dieter Zeidler (1926–1998)
- Maria Schell (1926–2005)
- Karlheinz Böhm (1928–2014)
- Michael Degen (1928–2022)
- Harald Juhnke (1929–2005)
- Peter Fitz (1931–2013)
- Stefan Wigger (1932–2013)
- Walter Schmidinger (1933–2013)
- Uwe Friedrichsen (1934–2016)
- Ulrich Wildgruber (1937–1999)
- Folker Bohnet (1937–2020)
- Hermann Treusch (* 1937)
- Elfriede Irrall (1938–2018)
- Otto Sander (1941–2013)
- Rosel Zech (1940–2011)
- Nora Bendig (* 1944)
- Elisabeth Trissenaar (1944–2024)
- Eva Mattes (* 1954)
- Katharina Thalbach (* 1954)
- Ulrich Tukur (* 1957)
- Ingo Hülsmann (* 1963)
- Heino Ferch (* 1963)